# Каменная балка (приток Мёртвого Донца)
Ка́менная ба́лка — река, расположена примерно в 25—30 км к западу от Ростова-на-Дону, проходит вдоль восточной границы хутора Недвиговка. Название своё приобрела благодаря выходящему на поверхность ракушечнику. Склоны балки покрыты густыми зарослями тёрна.

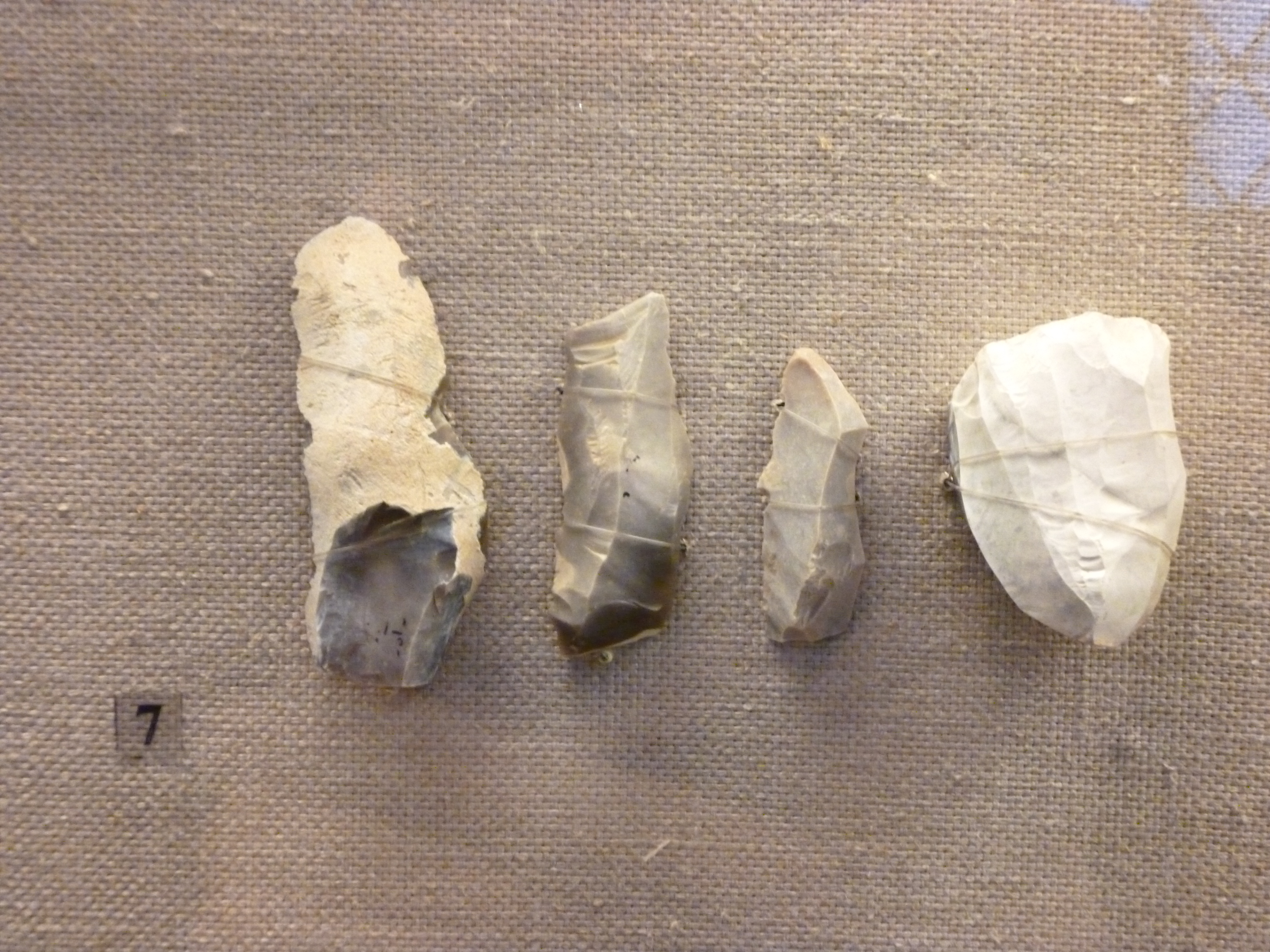
Нуклеус и ребристые сколы. Стоянка Каменная Балка II.

По бортам балки находятся памятники археологии — стоянки людей верхнего палеолита. Памятники комплекса стоянок и местонахождений Каменная Балка относятся к каменнобалковской культуре.